# Glandiceps qingdaoensis
Glandiceps qingdaoensis är en djurart som tillhör fylumet svalgsträngsdjur, och som beskrevs av Shu Wen An och Li 2005. Glandiceps qingdaoensis ingår i släktet Glandiceps och familjen Spengelidae. Inga underarter finns listade i Catalogue of Life.